# Godoy Cruz (departement)
Godoy Cruz is een departement in de Argentijnse provincie Mendoza. Het departement (Spaans:  departamento) heeft een oppervlakte van 75 km² en telt 182.977 inwoners.

## Plaatsen in departement Godoy Cruz
- Gobernador Benegas
- Godoy Cruz
- Las Tortugas
- Presidente Sarmiento
- San Francisco del Monte